# Paul Thiel (Rennfahrer)

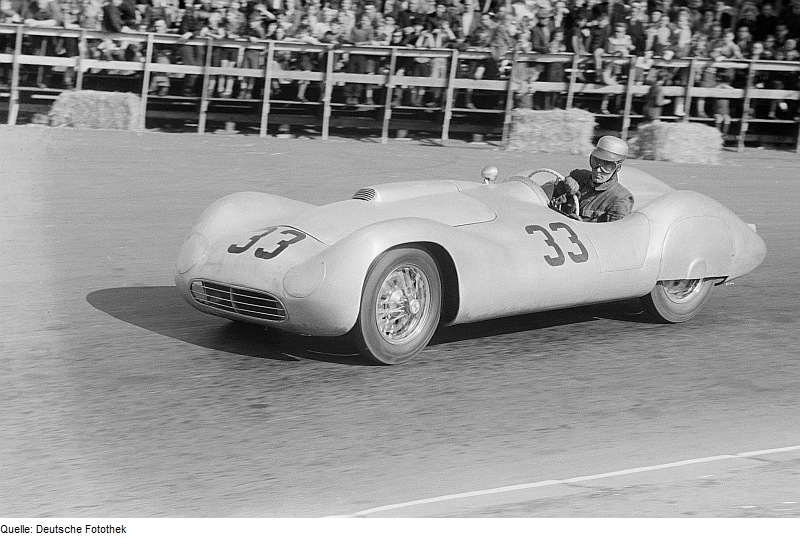
Paul Thiel im EMW R1/53 Sport beim Leipziger Stadtparkrennen 1954

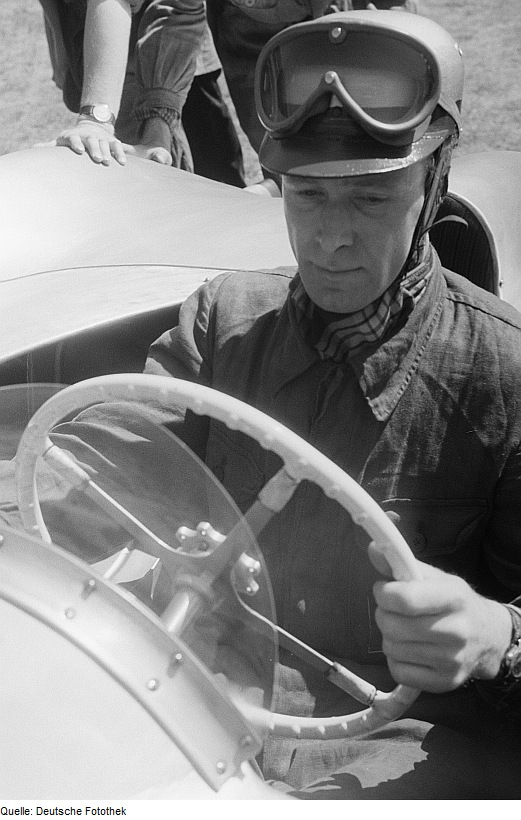
Paul Thiel (1954)

Paul Thiel (* 12. Mai 1924 in Sonneborn (Thüringen); † 11. August 2007 in Eisenach) war ein deutscher Rennfahrer.

## Leben
Der gelernte Kraftfahrzeugschlosser Thiel war ab 1947 im damaligen Eisenacher BMW-Werk Awtowelo tätig und dort für die Materialbeschaffung zur Produktion des BMW 321 und des BMW 340 verantwortlich. 1948 wirkte er am Aufbau von Rennwagen auf Basis des BMW 328 mit. 1952 bis 1956 wirkte er als Rennfahrer im Rennkollektiv des Eisenacher Automobilwerkes mit. Im EMW R1/53 Sport, dem Fahrzeug, mit dem in der Rennsaison 1953 Edgar Barth am Großen Preis von Deutschland 1953 auf dem Nürburgring teilgenommen hatte, gab er beim Leipziger Stadtparkrennen 1954 sein Renndebüt. Im August 1954 belegte Thiel auf dem Nürburgring beim Großen Preis von Deutschland, der diesmal als Sportwagenrennen im Rahmenprogramm zum Großen Preis von Europa 1954 ausgetragen wurde, mit dem 1953er Vorjahresfahrzeug den zwölften Platz. Am 19. September auf der AVUS erreichte Thiel im neu konstruierten EMW-1,5-Liter-Rennsportwagen Platz sieben.
Zum Saisonauftakt am 15. Mai 1955 in Dessau gelang den EMW-Piloten Edgar Barth, Arthur Rosenhammer und Paul Thiel mit den EMW R3/55 ein Dreifachsieg, beim Eifelrennen auf dem Nürburgring wurde Thiel Zweiter hinter seinem Teamkollegen Barth. Beim Leipziger Stadtparkrennen 1955 belegten die Eisenacher EMW-Fahrer die Plätze eins bis vier.
Nach der Auflösung des Rennkollektivs war er in der neu gegründeten Rallyesportabteilung des Werkes als Fahrer und Copilot tätig. 1968 beendete er seine aktive Laufbahn.
Auf Einladung der BMW AG ging er 1997 mit dem zum Bestand der automobilen welt eisenach gehörenden 1,5 Liter AWE Rennsportwagen beim Oldtimerrennen Festival of Speed auf dem Goodwood Circuit (England) an den Start. Am 1. Mai 1999 nahm er mit dem Fahrzeug an der Abschiedsfahrt historischer Rennwagen auf der Berliner AVUS teil.

## Statistik

### Erfolge
Zu den wichtigsten Erfolgen als Rennfahrer zählen unter anderem
- 1. Platz beim Internationalen Sachsenringrennen 1954 in der Formel 2
- 2. Platz beim Großen Preis von Deutschland 1955 auf dem Nürburgring in der Rennsportwagenklasse bis 1,5 Liter
- 3. Platz beim Großen Preis von Berlin 1955 auf der AVUS in der Rennsportwagen Klasse bis 1,5 Liter

### Einzelergebnisse in der Sportwagen-Weltmeisterschaft
| Saison | Team | Rennwagen | 1   | 2   | 3   | 4   | 5   |
| ------ | ---- | --------- | --- | --- | --- | --- | --- |
| 1956   | VEB  | AWE R3/55 | BUA | SEB | MIM | NÜR | KRI |
| 1956   | VEB  | AWE R3/55 | DNF |     |     |     |     |

## Auszeichnungen
- Meister des Sports